# Maison Devambez
Pour les articles homonymes, voir Devambez (homonymie).
La Maison Devambez est une entreprise française de gravure et d'édition de livres d'art, développée par Édouard Devambez et reprise par Georges Weil, après la première Guerre mondiale.
Édouard Devambez fit de cette maison l'une des plus reconnues de Paris, gagnant de nombreux prix et médailles aux expositions universelles. La Maison Devambez était, dans un premier temps, spécialisée dans la gravure héraldique, les boutons de livrée, les médailles, la gravure en taille-douce pour cuivre et acier, les lettres de faire-part, les billets de naissance, les invitations et les ex-libris pour les familles royales ou impériales ou pour la présidence de la République.
Devambez élargit, dans un second temps, le savoir-faire de l’atelier pour produire des publicités et des tirages d’artistes pour des marques de luxe, des livres d’art en édition limitée, et ouvrit, enfin, une importante galerie d’art à Paris.
Les éditions d'art Devambez atteignent leur apogée avec la publication du Pan, annuaire du luxe à Paris, conçu en collaboration avec Paul Poiret.

## Les origines
La Maison Devambez prend ce nom en 1873. Auparavant, un atelier de gravure et d'impression avait été fondé en 1826 au no 17 du passage des Panoramas par Hypolyte Brasseux Jeune, graveur du roi Charles X. Brasseux avait la spécialité du cachet et de la médaille, de la gravure héraldique et de la gravure sur pierres dures. En 1835, la Maison Brasseux Jeune est transférée dans le même passage, au no 5, à la suite de travaux d’aménagement. Brasseux a pour successeur, en 1863, Paul Mathurin Beltz, qui reste sept ans dans les affaires, jusqu'à ce que l’atelier soit repris par Édouard Devambez.
Édouard Devambez, né le 11 mars 1844 à Saumont-la-Poterie, avait appris le métier au côté de prestigieux graveurs — et ses cousins par alliance — Jules Joseph Foulonneau et Jean Henri Hillekamp, installés au no 4 galerie Vivienne à Paris. D'autre part, en épousant Catherine Veret en 1864, Devambez se lie à la dynastie Muret et Veret, deux familles qui marquent la gravure du début du XIXe siècle. En 1873, Édouard Devambez achète les locaux de l’atelier du no 5 passage des Panoramas, puis déménage au 65 du même passage et enfin, pour la rue des Filles-Saint-Thomas.

## «Édouard Devambez, graveur et impressions artistiques»
Édouard Devambez n’est pas un simple artisan, étant considéré comme un artiste : il est donné, dans le Dictionnaire Bénézit, comme graveur d'ex-libris. Son tempérament artistique le porte à consacrer une attention toute particulière aux choix de couleurs équilibrées, à la typographie adéquate, à la qualité de la gravure et à la mise en page.
Au prix d’efforts incessants, il donne à l’atelier le renom d’exécution soignée et artistique, ce qui lui vaut ses premières récompenses aux expositions internationales : médaille de bronze en 1878, médaille d’argent en 1889 à l’Exposition universelle dans la catégorie « impression de gravure artistique et peinture héraldique ». 
Cette catégorie regroupe toutes les spécialités de la Maison Devambez : imprimerie et industrie du livre ; gravure et fonderie des caractères d'imprimerie ; gravure sur acier, sur cuivre, sur plomb, sur bois et sur pierre ; zincographie, stéréotypie, galvanoplastie, et tous autres clichés destinés aux impressions litho- et typographiques ; encres et vernis ; pâtes à rouleaux ; typographie ; lithographie ; chromotypo- et chromolithographie ; autographie ; imprimerie et imagerie religieuses ; timbrage ; coloriage ; dessins et pierres lithographiques ; brochures ; journaux ; registres ; reliures de luxe et ordinaire ; dorure ; fournitures, papiers, cartons, cuirs et tissus spéciaux.
En 1890, la maison déménage au no 63 passage des Panoramas. L’atelier où Devambez a travaillé seul à ses débuts devient un magasin achalandé auquel, dès 1894, l’Élysée et l’hôtel de ville confient leurs travaux officiels de menus et programmes pour les réceptions des souverains étrangers. Devambez est devenu le graveur de la maison d'Orléans, du prince Roland Bonaparte, de Ferdinand Ier de Bulgarie. Il réalise le traditionnel livre d'or pour de nombreux événements, comme la visite du roi d'Espagne ou du roi d’Angleterre[Lesquels ?], mais aussi des livres d’or pour l’institut Pasteur, la Croix-Rouge, etc.
Le tsar Nicolas II et l’impératrice Alexandra Feodorovna sont à Dunkerque le 18 septembre 1901. À cette occasion, la Maison Devambez est choisie pour imprimer le menu du dîner et de ceux qui suivront à Compiègne (dont le château est spécialement réaménagé pour l'occasion) — cette visite doit permettre de resserrer les liens diplomatiques et militaires unissant la France et la Russie. 
Les expositions universelles se succèdent avec les récompenses pour la Maison Devambez : médaille d’or à Bruxelles en 1897, diplôme d’honneur à Toronto en 1898. En 1900, la maison remporte à l’Exposition universelle de Paris une médaille d’or dans le groupe « Gravure et Impression ». Édouard Devambez, désigné pour faire partie du jury, est nommé chevalier de la légion d’honneur et obtient le titre de « notable commerçant ». 

Voilà la description faite, cette année-là, par M. Lahure dans son rapport sur l'Exposition universelle : 

« Monsieur Devambez, artiste dans l'âme, aimant avec passion son art, celui-ci ne tarda pas à faire de la Maison Devambez une des premières maisons de gravure de Paris. Toute cette exposition montrait un goût si artistique et une exécution si soignée que la réputation acquise par M. Devambez s'en serait encore accrue, si cela avait été possible. »

Depuis ce jour, les efforts constants de la Maison Devambez ne cessent d’être couronnés de succès et portent au premier rang, dans les industries de l’impression, de la gravure et de l’édition, le luxueux magasin du no 63, singulièrement agrandi, lui aussi, par l’adjonction des deux boutiques voisines dans le passage des Panoramas. 
Au début du XXe siècle, la Maison Devambez grave et imprime de luxueuses étiquettes pour les parfums Lubin et L.T. Piver. 
Survient la Première Guerre mondiale. Dès le début, la Maison Devambez édite, pour le Bureau de propagande française à l’étranger, les pages tragiques et vengeresses d’Abel Faivre, d’André Devambez, de Steinlen, de Willette, de Forain.
Après la guerre, malgré les difficultés économiques qui surgissent, la Maison Devambez prend un essor plus vaste encore. Ses estampes sont de plus en plus demandées et ses livres sont entièrement souscrits dès leur publication.
Cette époque se clôt avec la mort d'Édouard Devambez, le 2 juin 1923, et la nomination d'Édouard Chimot comme directeur artistique des Impressions artistiques.

## Galerie Devambez
La galerie Devambez ouvre au no 43 boulevard Malesherbes à Paris en 1897. C'est une galerie d’exposition et de vente de tableaux, à deux pas de la place Saint-Augustin, dans le quartier où se déplace le centre des affaires et de la vie élégante. Au début, la galerie Devambez se borne à la vente des estampes modernes, de cette sélection de lithographies originales, de gravures en couleurs, de pointes-sèches ou de fac-similés d’aquarelles, où se lisent les signatures des meilleurs artistes contemporains. Le musée du Louvre, fermé, installe pendant plus d’une année à la galerie le service de vente des estampes de son département de chalcographie.
Dans le premier catalogue d’estampes d’art que la galerie publie, on retrouve en édition limitée les artistes suivants : 
- Adler
- Baudoux
- Berthoud
- Boichard
- Brouet
- Bernard Boutet de Monvel
- Bucci
- Georges Cain
- Arsène Chabanian
- G. Charpentier
- Damman
- Désiré Lucas
- Mme Destailleurs-Sevrin
- Henry Caro-Delvaille
- André Devambez
- Duchemin
- Étienne Drian
- Gustave Fraipont
- Albert Guillaume
- Pierre Labrouche
- Herbeaud
- J.-B. Huet
- Maurice Leloir
- Augustin Lesage
- René Lorrain
- Victor Mignot
- Daniel Mordant
- Maurice Neumont
- Gabriel Nicolet
- Edmond-Jules Pennequin
- Plasse
- Richard Ranft
- Rochegrosse Simont (?)
- Maurice Taquoy
- Raymond Woog
- Pierre Waidmann

Devambez publie aussi des éditions limitées de tirages par des artistes tel Guy Arnoux (Tambours et Trompettes, 10 tirages pochoirs publiés en 1918).
Les premières expositions dans les nouveaux salons de la Maison Devambez, en juin 1907 (Œuvres de Mlle Marie Bermond, du 1er au 15 juin 1907), démontrent l’excellence de l’emplacement choisi par la galerie. Dans ce foyer mondain du boulevard Malesherbes, le tout-Paris défile devant les expositions.
La première exposition d'art nègre et d'art océanien a lieu à la galerie Devambez, en 1919, organisée par Paul Guillaume, avec un catalogue d'Henri Clouzot et un texte introductif de Guillaume Apollinaire. Apollinaire, qui est mort l'année précédente, a collaboré avec Paul Guillaume aux premières études des sculptures d'art primitif. Cette exposition, montée à partir des pièces de la collection privée de Paul Guillaume, va placer l'art primitif au centre du modernisme.
L’« Exposition de peinture moderne », toujours organisée par Paul Guillaume, du 27 janvier au 12 février 1920, de nouveau avec une introduction d'Apollinaire, est considérée comme un tournant dans l’histoire de l’art moderne.
Pablo Picasso présente quatre œuvres : Tête, Buste, Nature morte et Nu de Femme. Amedeo Modigliani en présente douze : La Demoiselle du dimanche, Portrait de Jean Cocteau, La Dame au médaillon, La Collerette blanche, La Jolie Fille rousse, Le Liseré noir, Madame Pompadour, Femme au fauteuil, Béatrice, L’Enfant gras, La Rouquine, Tête de Femme et Raymond. Henri Matisse expose une toile, Les Trois Sœurs, et quatre sculptures en bronze, Le Serf, Femme accroupie, Tête de femme et Torse de fillette. On y voit aussi un Giorgio de Chirico, Il Ritornante.
Dans le texte introductif du catalogue, Apollinaire commence ainsi :

« Les grands poètes et les grands artistes ont pour fonction de renouveler sans cesse l'apparence que revêt la nature aux yeux des hommes. Sans les poètes, sans les artistes les hommes s'ennuieraient vite de la monotonie naturelle. L'idée sublime qu'ils ont de l'univers retomberait avec une vitesse vertigineuse. L'ordre qui paraît dans la nature et qui n'est qu'un effet de l'art s'évanouirait aussitôt. Tout se déferait dans le chaos. Plus de saisons, plus de vie même et l'impuissante obscurité régnerait à jamais. Les poètes et les artistes déterminent de concert la figure de leur époque  et docilement l'avenir se range a leur avis. »

### Artistes exposés à la galerie Devambez
- Jeanne Alix, 1923
- Charles Atamian, 1923, 1925
- Maurice Asselin, 1911
- Alexandre Altmann, 1912
- Jean Arnavielle, 1912
- Georges Braque
- Mary Cassatt
- Eugène Chigot, 1910 et 1913[13]
- Giorgio De Chirico
- Gabriel Deluc, 1913
- René Demeurisse, 1925
- Raoul Dufy
- Maurice Eliot
- Henri Farge
- Tsugouharu Foujita
- Armand Guillaumin
- Herminie Hanin
- Georges le Serrec de Kervily, 1912
- Alméry Lobel-Riche, 1920, 1921
- Albert Marquet
- Henri Matisse
- Amedeo Modigliani
- Claude Monet
- Paul-Franz Namur, 1914
- Blanche Ory-Robin, 1919
- Pablo Picasso
- Raymond Renefer (cf. L'art et les Artistes, octobre 1921)
- Pierre-Auguste Renoir
- Paul Signac
- André Villeboeuf
- Maurice Vlaminck

La galerie Devambez accueillait aussi les expositions annuelles du Salon de l'Araignée de Gus Bofa, la Société des peintres-graveurs français et, à partir de 1908, la Société des peintres-lithographes.

## Les éditions d'art Devambez
Depuis longtemps établi comme imprimeur, Devambez se lance comme éditeur de livres au début du XXe siècle, avec un premier livre, en 1908, sur la place Vendôme.
Les publications paraissent simplement sous le nom de Devambez, de Devambez Éditions de Luxe, ou encore À l’Enseigne du Masque d’Or, Devambez ; c'est aussi sous la marque du Masque d’Or que sont publiés deux almanachs de style Art nouveau pour les années 1921 et 1922, illustrés au pochoir par Édouard Halouze.
Entre 1906 et 1932, Devambez publie environ 70 livres, généralement illustrés. La maison d'édition a son siège au no 23 rue Lavoisier à Paris. 
La nomination d'Édouard Chimot, en 1923, comme directeur artistique des Impressions artistiques, Éditions d’art Devambez, ouvre une nouvelle ère à l'entreprise. Chimot fait partie de ces artistes qui portent le symbolisme esthétique vers la période des arts décoratifs. Les années 1920 sont ses années fastueuses. Son art y est à son apogée, et le plus original. De plus, à cette époque, l'influence de Chimot est prépondérante sur la scène artistique parisienne. Les livres sont publiés par André Devambez, sous la direction de Chimot ; ils sont illustrés de dessins originaux dans des éditions d'art strictement limitées à quelques centaines d'exemplaires. 
En 1929, Devambez publie un catalogue raisonné, simplement intitulé Les Éditions d’art Devambez, avec un tirage exclusif de 100 exemplaires, pour l'offrir à ses proches collaborateurs et à ses meilleurs clients, amis et bibliophiles ; cet ouvrage contient des épreuves de tirages de travail de tous les livres publiés entre 1923 et 1929. Chaque exemplaire est numéroté et signé par Chimot avec le nom de la personne à qui l'ouvrage est destiné. Un grand nombre de livres sont déjà épuisés. Ce catalogue n'est pas un outil commercial mais il représente la somme du travail accompli en six ans :

« Ce n’est pas un catalogue de reproductions que nous lui offrons, mais les précieux défets des livres eux-mêmes : les eaux-fortes du tirage et les feuilles typographiques du tirage, imprimées sur les différents papiers employés pour chaque édition. »

En tant que directeur artistique, Chimot travaille avec un large éventail d'artistes du monde entier qui se sont installés à Paris dans les années 1920 : William Walcot, artiste britannique, né à Odessa d'une mère russe ; Edgar Chahine ou Tigrane Polat, tous deux émigrés arméniens ; Tsugouharu Foujita, connu de ses amis de Montmartre sous le nom de Léonard Foujita, et qui fut celui qui, plus que tous les autres artistes japonais, introduisit l'art japonais à la sensibilité occidentale ; artistes auxquels s'ajoutent des Français tels Pierre Brissaud, Étienne Drian, tous deux maîtres de l'Art nouveau, Jean Droit, Henri Farge ou Alméry Lobel-Riche.
Édouard Chimot lui-même fut très prolifique, réalisant des tirages originaux pour les Éditions d’art Devambez, illustrant Les Chansons de Bilitis, Les Poésies de Méléagre, Les Belles de Nuit, La Femme et le Pantin et Parallèlement.

### Catalogue des ouvrages publiés par les éditions d’art Devambez[3],[16]
- Anatole France, Le Petit Pierre, ill. Pierre Brissaud, 1923.
- Anatole France, La Vie en fleur, ill. Pierre Brissaud, 1924.
- Henri de Regnier, La Canne de jaspe, ill. Drian, 1924.
- Pierre Louÿs, Les Chansons de Bilitis, ill, Édouard Chimot, 1925.
- Maurice Barrès, La Mort de Vénise, ill. Edgar Chahine, 1926.
- Claude Farrère, L’Homme qui assassina, ill. Henri Farge, 1926.
- Gustave Flaubert, Salammbô, ill. William Walcot, 1926.
- Pierre Loti, La Troisième Jeunesse de Madame Prune, ill. Tsugouharu Foujita, 1926.
- Pierre Louÿs, Les Poésies de Méléagre, ill. Édouard Chimot, 1926.
- Alphonse Daudet, Les Lettres de mon moulin, ill. Jean Droit, 1927.
- Joseph Arthur, Comte de Gobineau, Les Nouvelles asiatiques, ill. Henri Le Riche, 1927.
- Jean Lorrain, Monsieur de Bougrelon, ill. Étienne Drian, 1927.
- Maurice Magre, Les Belles de nuit, ill. Édouard Chimot, 1927.
- André Suarès, Le Livre de L’Émeraude, ill. Auguste Brouet, 1927.
- Maurice Barrès, Greco ou le secret de Tolède, ill. Auguste Brouet, 1928.
- Alphonse Daudet, Les Contes du lundi, ill. Pierre Brissaud, 1928.
- Gustave Flaubert, Hérodias, ill. William Walcot, 1928.
- Pierre Louÿs, La Femme et le Pantin, ill. Édouard Chimot, 1928.
- Alphonse de Chateaubriant, Monsieur de Lourdines, ill. Henri Jourdain, 1929.
- Gustave Flaubert, Novembre, ill. Edgar Chahine, 1929.
- Joris-Karl Huysmans, Le Drageoir aux épices, ill. Auguste Brouet, 1929.
- Madame de Lafayette, La Princesse de Clèves, ill. Étienne Drian, 1929.
- Alfred de Musset, La Nuit vénitienne, ill. Jean-Gabriel Domergue, 1929.
- Émile Verhaeren, Les Villages illusoires, ill. J. van Santen, 1929.
- René Boylesve, Nymphes dansant avec des Satyres, ill. Tigrane Polat, 1930.
- Colette, Mitsou, ill. Edgar Chahine, 1930.
- Ovide, Métamorphoses, ill. André Lambert, 1930.
- André Suarès, Le Voyage du condottiere, ill. Louis Jou, 1930.
- Oscar Wilde, Salomé, ill. Alméry Lobel-Riche, 1930.
- Joris-Karl Huysmans, Marthe, ill. Auguste Brouet, 1931.
- Paul Verlaine, Parallèlement, ill. Édouard Chimot, 1931.

Il semble qu'un ouvrage qui fut publié n'apparaît pas dans le catalogue ci-dessus, bien qu'il fasse partie de la série :
- Petite Mythologie galante à l'usage des dames, Les Dieux Majeurs, ill. André Lambert, 1928.

Trois titres furent annoncés pour l'année 1930 mais n'ont jamais été publiés :
- Anatole France, Crainquebille, ill. Auguste Brouet ;
- Stéphane Mallarmé, Poésies, ill. Édouard Chimot ;
- Albert Samain, Le Jardin de l’infante, ill. Édouard Chimot.

## Devambez et la publicité
Devambez est un pionnier en matière de communication. La maison produit des affiches, des catalogues (par exemple celui de Chrysler, réalisé par Roger de Valerio), ainsi que des documents commerciaux. Un article dans Commercial Art Magazine de mai 1928 souligne que Devambez a déjà découvert les secrets pour créer une marque : 

« En publicité directe, il consacre une attention particulière à stimuler l'intérêt de l'acheteur potentiel avec des objets qui ne sont pas au cœur de la publicité, mais qui créent des dispositions favorables envers l'annonceur. »

Dès 1904, Devambez travaille avec l'entreprise Chassaing (Asnières) qui produit la Phosphatine Falières, une farine diététique destiné aux enfants : sortiront des ateliers une vingtaine d'albums illustrés, des contes mis en images par Benjamin Rabier ou Abel Truchet, par exemple.
Durant la Première Guerre mondiale, Devambez crée de nombreux posters pour le Bureau de la propagande française à l'étranger, réalisés par des artistes comme Abel Faivre, André Devambez, Théophile-Alexandre Steinlen, Adolphe Willette, et Jean-Louis Forain.
De 1921 à 1936, Devambez a un contrat exclusif avec le plus connu des affichistes de son époque, Leonetto Cappiello. Ses affiches les plus célèbres sont pour les Parapluies Revel, La Belle Jardinière, Cachou Lajaunie, le Bouillon Kub et le Théâtre national de l’Opéra. Une exposition de son œuvre se tient à la galerie Devambez de février à mars 1923.
D'autres artistes réalisèrent des affiches pour Devambez tels Lucien Boucher, Roger de Valerio ou Victor Vasarely.

## Pan, annuaire du luxe à Pariset Paul Poiret
La Maison Devambez construisit des liens étroits avec les grandes maisons parisiennes. En 1927, le livre Les Arcades des Champs-Élysées célèbre le travail de l'architecte Louis Duhayon, architecte des hôtels parisiens de grand luxe : Royal Monceau, hôtel Commodore, hôtel California, grand hôtel des Ambassadeurs. 
Dans L'Almanach du Masque d'Or, les enseignes de luxe étaient célébrées au pochoir dans des illustrations d'Édouard Halouze, on y retrouve Cartier (entreprise). Des maisons comme Moët et Chandon rejoignirent Jeanne Lanvin, la Compagnie générale transatlantique et celle des Chemins de fer français, tous commissionnant des catalogues commerciaux chez Devambez.
Le plus prestigieux de tous ces supports fut celui réalisé en 1928 avec Paul Poiret lors de la publication de Pan, annuaire du luxe. Cet annuaire hors du commun réunit presque tous les grands noms du commerce de luxe de l'époque. Publié et conçu par Paul Poiret, il est illustré de 116 planches en noir et en couleurs exécutées par les plus grands artistes contemporains dont Jean Camille Bellaigue, Lucien Boucher (« Au Printemps »), Jean Cocteau, Mlle Colin, Crozet, Louis Leynia de la Jarrige, Henri Deluermoz, Raoul Dufy (La Baule), Jean Dupas, Yan B. Dyl, Fernand Fau, Léonard Foujita, Gus Bofa (Madeleine Vionnet), Edy Legrand, Libiszewski, Charles Martin, Pierre Mourgue, Sem (Maxim’s), Louis Touchagues, Roger de Valerio (Devambez), Maurice Van Moppès, etc. Cet album offre un panorama important sur la publicité des années 1920 : Van Cleef & Arpels, Judith Barbier, Mitsubishi, Maigret, Hermès, Lanvin, Callot Sœurs, Au Départ, Maxim's, Galeries Lafayette, Jane Régay, Les gants Jouvin, La Tour d'Argent, Madeleine Vionnet, Worth, Moulin Rouge, etc.
Malgré la beauté et le succès artistique des livres édités par Édouard Chimot aux Éditions d'art Devambez, Pan fut probablement le projet le plus exclusif jamais réalisé.